# Liste des guerres des Pays-Bas
Cette liste regroupe les guerres et conflits ayant vu la participation des Pays-Bas. Voici une légende facilitant la lecture de l'issue des guerres ci-dessous :
- Victoire néerlandaise
- Défaite néerlandaise
- Autre résultat (par exemple un traité ou une paix sans un résultat clair, un statu quo ante bellum, un résultat inconnu ou indécis)
- Conflit en cours

## Provinces-Unies
| Début             | Fin            | Nom du conflit                                      | Belligérants | Belligérants | Lieu | Issue                                                                                            |
| Début             | Fin            | Nom du conflit                                      | Alliés (y compris les Pays-Bas) | Ennemis | Lieu | Issue                                                                                            |
| ----------------- | -------------- | --------------------------------------------------- | --- | --- | --- | ------------------------------------------------------------------------------------------------ |
| 1558              | 1648           | Guerre de Quatre-Vingts Ans (Révolte des Pays-Bas)  | Provinces-Unies | Monarchie espagnole | Pays-Bas, Belgique, Gibraltar, Cuba, Philippines                                                              | Victoire néerlandaise Union d'Utrecht Union d'Arras Traités de Westphalie Traité de Münster      |
| 1580              | 1583           | Guerre de Succession du Portugal                    | Royaume de France Partisans d'Antoine de Portugal Provinces-Unies | Partisans de Philippe II d'Espagne Monarchie espagnole | Portugal, Açores Océan Atlantique                                                                             | Victoire espagnole Philippe II d'Espagne devient roi du Portugal. Naissance de l’Union ibérique. |
| 1609              | 1614           | Guerre de Succession de Juliers                     | Royaume de France Provinces-Unies Royaume d'Angleterre Marche de Brandebourg Duché de Palatinat-Neubourg Union protestante | Saint-Empire Principauté de Strasbourg Ligue catholique | Allemagne | Traité de Xanten                                                                                 |
| 1618              | 1648           | Guerre de Trente Ans                                | Royaume de France Royaume de Suède Royaume de Bohême Danemark-Norvège (1625-1629) Provinces-Unies Électorat de Saxe Palatinat du Rhin Brandebourg-Prusse Royaume de Hongrie Zaporogue Union protestante (1618-1621)                                                                                | Saint-Empire Monarchie espagnole Royaume de Portugal Archiduché d'Autriche Électorat de Bavière Ligue catholique Royaume de Hongrie Croatie Danemark-Norvège (1643-1645)                                                 | Europe | Traité de Westphalie (1648)                                                                      |
| 1620              | 1670           | Conflits sino-néerlandais                           | Provinces-Unies | Dynastie Ming | Chine | Victoire chinoise                                                                                |
| 24 mai 1667       | 4 mai 1668     | Guerre de Dévolution                                | Monarchie espagnole Royaume d'Angleterre Provinces-Unies Royaume de Suède | Royaume de France | Pays-Bas espagnols Franche-Comté                                                                              | Victoire française Traité d'Aix-la-Chapelle (1668)                                               |
| 1672              | 1678           | Guerre de Hollande                                  | Provinces-Unies Saint-Empire Monarchie espagnole Marche de Brandebourg Danemark-Norvège | Royaume de France Royaume d'Angleterre Royaume de Suède Électorat de Cologne Principauté épiscopale de Münster | Pays-Bas | Victoire française Traité de Nimègue (1678) Traité de Westminster (1674)                         |
| 24 septembre 1688 | septembre 1697 | Guerre de la Ligue d'Augsbourg (Guerre de Neuf Ans) | Ligue d'Augsbourg : Provinces-Unies Royaume d'Angleterre Saint-Empire Duché de Savoie Monarchie espagnole Royaume de Suède (jusqu'en 1691) Royaume de Portugal Royaume d'Écosse | Royaume de France Jacobites Empire ottoman | Europe, Amérique du Nord, Asie                                                                                | Traités de Ryswick                                                                               |
| 1701              | 1714           | Guerre de Succession d'Espagne                      | Saint-Empire Archiduché d'Autriche Royaume de Grande-Bretagne Royaume de Prusse Duché de Savoie Provinces-Unies Royaume de Portugal Royaume d'Aragon Camisards | Royaume de France Royaume de Castille et León Électorat de Bavière Électorat de Cologne | Europe | Traité d’Utrecht (1713)                                                                          |
| 1718              | 1720           | Guerre de la Quadruple-Alliance                     | Quadruple-Alliance : Royaume de France Saint-Empire Royaume de Grande-Bretagne Provinces-Unies Duché de Savoie | Royaume d'Espagne | Italie | Victoire de la Quadruple-Alliance Paix de La Haye                                                |
| 1740              | 1748           | Guerre de Succession d'Autriche                     | Monarchie de Habsbourg Royaume de Grande-Bretagne Électorat de Bavière (1745-1748) Provinces-Unies Électorat de Brunswick-Lunebourg Électorat de Saxe (1743-1745) Royaume de Sardaigne Empire russe                                                                                                | Royaume de France Royaume de Prusse Royaume d'Espagne Électorat de Bavière (1741-1745) Royaume des Deux-Siciles Royaume de Suède République de Gênes Électorat de Saxe (1741-1742) Jacobites                             | Amérique, Europe, Indes orientales                                                                            | Traité d’Aix-la-Chapelle (1748)                                                                  |
| 1775              | 1783           | Guerre d'indépendance des États-Unis                | Treize colonies États-Unis Royaume de France Royaume d'Espagne Provinces-Unies République du Vermont Iroquois Onneiouts Iroquois Tuscarora Catawba Lenapes Royaume de Mysore | Royaume de Grande-Bretagne Landgraviat de Hesse-Cassel Brunswick-Lunebourg Principauté de Waldeck-Pyrmont Iroquois Cayugas Iroquois Mohawks Iroquois Onondagas Iroquois Tsonnontouans Cherokees                          | Amérique du Nord                                                                                              | Victoire des États-Unis et de leurs alliés Traité de Paris (1783) : Indépendance des États-Unis  |
| 1792              | 1797           | Guerre de la première coalition                     | Première Coalition : Saint-Empire Archiduché d'Autriche Royaume de Prusse Royaume de Grande-Bretagne Royaume de Naples Royaume de Sicile Royaume de Sardaigne Empire russe Provinces-Unies (jusqu'en 1795) Grand-duché de Toscane Duché de Modène Duché de Parme Royaume d'Espagne (jusqu'en 1796) | République française République batave (depuis 1795) Les Irlandais Unis (depuis 1796) Royaume d'Espagne (depuis 1796) Royalistes français : Vendéens Chouans Armée des princes Royalistes français Fédéralistes français | France, Belgique, Suisse, Italie, Espagne, Allemagne, Irlande Océan Atlantique, Mer du Nord, Mer Méditerranée | Victoire française Traité de Campo-Formio Échec de l’Expédition d'Irlande de 1796                |

## République batave
| Début | Fin  | Nom du conflit                  | Belligérants | Belligérants | Lieu                                                         | Issue                                                                                        |
| Début | Fin  | Nom du conflit                  | Alliés (y compris les Pays-Bas) | Ennemis | Lieu                                                         | Issue                                                                                        |
| ----- | ---- | ------------------------------- | --- | --- | ------------------------------------------------------------ | -------------------------------------------------------------------------------------------- |
| 1798  | 1802 | Guerre de la deuxième coalition | République française République batave République helvétique République cisalpine République romaine République cisrhénane République ligurienne République parthénopéenne Les Irlandais Unis Danemark-Norvège Royaume d'Espagne | Deuxième Coalition : Saint-Empire Archiduché d'Autriche Royaume de Grande-Bretagne Empire russe Armée des émigrés Royaume de Naples Royaume de Sicile Royaume de Sardaigne Royaume de Suède Empire ottoman | France, Italie, Allemagne, Pays-Bas, Suisse, Irlande, Égypte | Victoire française Traité de Lunéville Paix d'Amiens Échec de l’Expédition d'Irlande de 1798 |

## Royaume de Hollande
| Début | Fin  | Nom du conflit                   | Belligérants | Belligérants | Lieu                                                                                      | Issue                               |
| Début | Fin  | Nom du conflit                   | Alliés (y compris les Pays-Bas) | Ennemis | Lieu                                                                                      | Issue                               |
| ----- | ---- | -------------------------------- | --- | --- | ----------------------------------------------------------------------------------------- | ----------------------------------- |
| 1806  | 1807 | Guerre de la Quatrième Coalition | Empire français Royaume d'Italie Royaume de Naples Suisse Royaume de Hollande Confédération du Rhin Royaume de Bavière Royaume de Wurtemberg Grand-duché de Bade Grand-duché de Berg Grand-duché de Hesse Grand-duché de Wurtzbourg Espagne Royaume d'Étrurie                                                                      | Quatrième Coalition : Empire russe République des Sept-Îles Royaume de Prusse Royaume-Uni de Grande-Bretagne et d'Irlande Royaume de Suède Duché de Brunswick-Lunebourg Royaume de Saxe Royaume de Sicile | Dalmatie, Allemagne, Pologne Au large du Cap Vert, au large d’Hispaniola, Río de la Plata | Victoire française Traité de Tilsit |
| 1809  | 1809 | Guerre de la cinquième coalition | Empire français Royaume d'Italie Duché de Varsovie République des Sept-Îles Royaume de Naples Confédération suisse Royaume de Hollande Confédération du Rhin Royaume de Bavière Royaume de Saxe Royaume de Westphalie Royaume de Wurtemberg Grand-duché de Bade Grand-duché de Berg Grand-duché de Hesse Grand-duché de Wurtzbourg | Cinquième Coalition : Monarchie de Habsbourg Tyrol Royaume-Uni de Grande-Bretagne et d'Irlande Royaume de Sicile Royaume de Sardaigne                                                                     | Allemagne, Autriche, Tyrol, Martinique, Île Maurice Océan Atlantique                      | Victoire française                  |

## Royaume uni des Pays-Bas
| Début           | Fin              | Nom du conflit                  | Belligérants | Belligérants                                                     | Lieu                                                | Issue                                                                 |
| Début           | Fin              | Nom du conflit                  | Alliés (y compris les Pays-Bas) | Ennemis                                                          | Lieu                                                | Issue                                                                 |
| --------------- | ---------------- | ------------------------------- | --- | ---------------------------------------------------------------- | --------------------------------------------------- | --------------------------------------------------------------------- |
| 10 mars 1815    | 8 juillet 1815   | Guerre de la Septième Coalition | Septième Coalition : Confédération germanique Royaume de Prusse Empire d'Autriche Royaume-Uni de Grande-Bretagne et d'Irlande République des Îles Ioniennes Empire russe Suède-Norvège Royaume uni des Pays-Bas Royaume d'Espagne Royaume de Portugal Royaume de Sardaigne Grand-duché de Toscane Royaume de Sicile Vendéens | Empire français (Cent-Jours) Royaume de Naples                   | Belgique, Italie, France                            | Victoire de la Coalition Congrès de Vienne Chute du Premier Empire    |
| 21 juillet 1825 | 9 février 1830   | Guerre de Java                  | Royaume uni des Pays-Bas | Rebelles yogyakartanais Royaume de Surakarta Mercenaires chinois | Indes orientales néerlandaises (Île de Java)        | Victoire néerlandaise                                                 |
| 25 août 1830    | 4 octobre 1830   | Révolution belge                | Royaume uni des Pays-Bas | Volontaires de la révolution belge                               | Royaume uni des Pays-Bas, Grand-duché de Luxembourg | Victoire belge Indépendance de la Belgique                            |
| 4 octobre 1830  | 18 novembre 1833 | Guerre belgo-néerlandaise       | Pays-Bas | Royaume de Belgique Royaume de France Grand-duché de Luxembourg  | Belgique, Grand-duché de Luxembourg                 | Victoire franco-belge Convention de Zonhoven Traité des XXIV articles |

## Royaume des Pays-Bas
| Début              | Fin             | Nom du conflit                 | Belligérants | Belligérants | Lieu | Issue |
| Début              | Fin             | Nom du conflit                 | Alliés (y compris les Pays-Bas) | Ennemis | Lieu | Issue |
| ------------------ | --------------- | ------------------------------ | --- | --- | --- | --- |
| 1er septembre 1939 | 7 décembre 1945 | Seconde Guerre mondiale        | Alliés : France Royaume-Uni Union soviétique République de Chine États-Unis Pologne Royaume des Pays-Bas Royaume de Belgique Luxembourg Royaume de Grèce Royaume de Danemark (en 1940) Royaume de Norvège (en 1940) Royaume de Yougoslavie (en 1941) Népal Union d'Afrique du Sud Canada (depuis le 10 septembre 1939) Australie Nouvelle-Zélande Panama (depuis 1941) Costa Rica (depuis 1941) République dominicaine (depuis 1941) Haïti (depuis le 8 décembre 1941) Honduras (depuis 1941) Nicaragua (depuis 1941) Guatemala (depuis 1941) Tchécoslovaquie (depuis 1941) Brésil (depuis 1942) Pérou (depuis 1942) Mexique (depuis 1942) Bolivie (depuis 1943) Iran (depuis 1943) Royaume d'Italie (depuis 1943) Colombie (depuis 1943) Liberia (depuis 1944) Royaume de Roumanie (depuis 1944) Royaume de Bulgarie (depuis 1944) Saint-Marin (depuis septembre 1944) Royaume de Hongrie (depuis le 20 janvier 1945) Équateur (depuis le 2 février 1945) Paraguay (depuis le 7 février 1945) Uruguay (depuis le 15 février 1945) Venezuela (depuis le 15 février 1945) Turquie (depuis le 23 février 1945) Syrie (depuis le 26 février 1945) Argentine (depuis le 27 mars 1945) Chili (depuis le 11 avril 1945) | Axe : Troisième Reich Empire du Japon Royaume d'Italie (jusqu'en 1943) Royaume albanais (jusqu'en 1944) État français (de 1940 à 1944) Royaume de Hongrie (de 1940 à 1944) puis Gouvernement d'unité national de Hongrie (de 1944 à 1945) Royaume de Roumanie (de 1940 à 1944) Royaume de Bulgarie (de 1941 à 1944) Finlande État indépendant de Croatie État grec (de 1941 à 1944) Thaïlande République slovaque Gouvernement national norvégien Gouvernement de salut national de Serbie Mandchoukouo Mengjiang Gouvernement national réorganisé de la République de Chine République des Philippines Empire du Vietnam Royaume du Cambodge Gouvernement provisoire de l'Inde libre État de Birmanie | Europe, Océan Pacifique, Asie, Moyen-Orient, Mer Méditerranée, Océan Atlantique, Afrique, Océanie, Océan Indien, Amérique du Nord | Victoire des Alliés Conférence de San Francisco                                                                             |
| 2 août 1990        | 28 février 1991 | Guerre du Golfe                | Coalition : Australie Belgique Canada Argentine Corée du Sud États-Unis Espagne France Grèce Allemagne Pays-Bas Nouvelle-Zélande Arabie saoudite Bangladesh Turquie Royaume-Uni Bahreïn Égypte Émirats arabes unis Danemark Koweït Kurdistan irakien Oman Italie Honduras Hongrie Maroc Nigeria Niger Norvège Pakistan Portugal Pologne Roumanie Sénégal Sierra Leone Singapour Suède Syrie Tchécoslovaquie | Irak | Irak, Koweït, Arabie saoudite, Israël                                                                                             | Victoire de la Coalition, imposition de sanction à l'encontre de l'Irak, retrait des forces d'invasion irakiennes du Koweït |
| 6 mars 1998        | 10 juin 1999    | Guerre du Kosovo               | Armée de libération du Kosovo OTAN : Allemagne Belgique Canada Espagne États-Unis République tchèque Danemark France Italie Luxembourg Norvège Pays-Bas Portugal Royaume-Uni Turquie | RF Yougoslavie | Kosovo | Résolution 1244 du Conseil de sécurité des Nations unies                                                                    |
| 7 octobre 2001     | –               | Guerre d’Afghanistan           | Afghanistan FIAS : Albanie Allemagne Australie Belgique Canada Croatie Danemark Espagne États-Unis France Italie Lituanie Norvège Nouvelle-Zélande Pakistan Pologne Portugal République tchèque Roumanie Royaume-Uni Suède Turquie | Talibans Réseau Haqqani Al-Qaïda Mouvement islamique d'Ouzbékistan Hezb-e-Islami Gulbuddin Lashkar-e-Toiba Jaish-e-Mohammed Hizbul Mujahideen (en) Tehrik-e-Taliban Pakistan | Afghanistan | en cours |
| 19 septembre 2014  | —               | Guerre contre l'État islamique | Coalition internationale : Allemagne Arabie saoudite Australie Bahreïn Belgique Canada Danemark Égypte Émirats arabes unis Espagne États-Unis France Irak Italie Jordanie Koweït Liban Nouvelle-Zélande Pays-Bas Qatar Royaume-Uni Turquie Syrie Iran | État islamique | Syrie et Irak | en cours |